# 深谷伊三郎
深谷伊三郎（ふかや いさぶろう、1900年 - 1974年）は、日本のきゅう師。

## 来歴
東京府東京市麹町区中六番町(現在の千代田区四番町)生まれ、番町尋常高等小学校(現：千代田区立番町小学校)卒業。早稲田大学入学、日本大学法学科卒業。
小学校卒業後、奉公に出て箱を作る仕事に従事した。小学校しか出でいなかったが、ある日日本大学法制学会発行の普通文官養成講義録と言う通信講座の新聞広告を目にする。その通信講座を一年間受講して卒業試験に合格すれば日本大学専門部に無試験で入学出来た。伊三郎はその講座を一年間受講して卒業試験に受かり、日本大学専門部法律学科に入学した。大学卒業の年に世界恐慌が起きる。
肺結核にて5年間病床に臥し、灸治療により劇的な回復を遂げる。その後、一念発起し、鍼灸界へ身を投じ、特に灸の研究には優れた業績を残している。深谷灸法の確立や灸に関する書物を著した。入江靖二をはじめとした多くの弟子がいる。鍼灸治療雑誌を20年間刊行、鍼灸之世界社の主宰を務めるなどした。代表作に名家灸選釈義があり、現在でも多くの鍼灸師が治療の際にこの名家灸選釈義を使用している。
息子の新間英雄はミュージシャン、孫の立川志らくは落語立川流の真打ちである。

## 著書
- お灸療法の実際
- 現代灸治療の研究
- 名家灸選釈義
- お灸で病気を治した話
- 取穴法の全て
- 経穴活用宝典